# Capasa subaurantiaca
Capasa subaurantiaca är en fjärilsart som beskrevs av W. Warren 1896. Capasa subaurantiaca ingår i släktet Capasa och familjen mätare. Inga underarter finns listade i Catalogue of Life.